# SBカワスミ
SBカワスミ株式会社（エスビーかわすみ、英: SB-KAWASUMI LABORATORIES, INC.）は、医療機器・医薬品製造販売を行う日本の企業である。旧社名は川澄化学工業。
住友ベークライトの100%出資会社。

## 概要
人工腎臓や人工心肺装置、カテーテルや採血・輸血・輸液システムなどの医療機器・医薬品などが有名。
本社所在地は神奈川県川崎市川崎区殿町3丁目25番4号。生産は大分県内の3工場及びタイの100%出資子会社KAWASUMI LABORATORIES (THAILAND)CO., LTD.の2工場で行われる。

## 沿革
- 1954年（昭和29年）12月 - 創業。日本初のディスポーザブル（使い捨て）タイプの採血・輸血セットを生産販売。
- 1957年（昭和32年）6月26日 - 東京都大田区に川澄化学工業株式会社を設立。
- 1967年（昭和42年）5月 - 大分県南海部郡弥生町（現・佐伯市）に佐伯工場竣工。
- 1969年（昭和44年）9月 - 人工腎臓用血液回路を生産販売。
- 1977年（昭和52年）11月 - 大分県南海部郡弥生町（現・佐伯市）に弥生工場竣工。
- 1978年（昭和53年）3月 - タイに合弁会社「タイカワスミ」（現・KAWASUMI LABORATORIES(THAILAND)）を設立。
- 1979年（昭和54年）1月 - 世界初の高圧蒸気滅菌によるKF-11ダイアライザーを開発。
- 1983年（昭和58年）11月 - 大分県大野郡三重町（現・豊後大野市）に三重工場竣工。
- 1985年（昭和60年）4月 - 東京都品川区に本社社屋を新設、本社移転。
- 1987年（昭和62年）
  - 2月 - 東証二部上場。
  - 12月 - ソフトバッグタイプの生理食塩液を生産販売。
- 1991年（平成3年）2月 - アメリカにKAWASUMI LABORATORIES AMERICAを設立。
- 1995年（平成7年）4月 - 成分献血用の成分採血キットを生産販売。
- 2003年（平成15年）7月 - 大容量の「カワスミ生理食塩液L」を生産販売。
- 2005年（平成17年）6月 - CTAダイアライザーの海外生産を開始。
- 2010年（平成22年）10月 - 大分県臼杵市に川澄プラテック株式会社を設立。
- 2011年（平成23年）
  - 1月4日 - 東京都港区に本社を移転するとともに、佐伯工場内に本店を置く。
  - 4月 - 大分県臼杵市に野津工場竣工。
- 2013年（平成25年）6月 - 大動脈用ステントグラフト「カワスミNajuta胸部ステントグラフトシステム」を生産販売。
- 2017年（平成29年）4月 - 子会社である川澄プラテックを吸収合併。
- 2018年（平成30年）12月 - 子会社であるナムシントレーディング（タイ）を解散、清算手続開始。
- 2019年（平成31年）3月 - 住友ベークライトと資本業務提携。住友ベークライトが当社の発行済株式数の20.76%を譲り受け、同社の持分法適用関連会社となる[5]。
- 2020年（令和2年）
  - 10月1日 - 住友ベークライトによる株式公開買付けが成立[6]。
  - 10月28日 - 東証二部上場廃止[7]。
  - 10月30日 - 株式売渡請求により、住友ベークライトの完全子会社となる。
- 2021年（令和3年）10月 - 住友ベークライトの医療機器業務を吸収分割により継承、商号をSBカワスミ株式会社に変更[8]。

## 生産拠点
- 大分事業所
  - 佐伯工場（大分県佐伯市）
  - 三重工場（大分県豊後大野市）
  - 野津工場（大分県臼杵市）
- KAWASUMI LABORATORIES (THAILAND)CO., LTD.